# Вижиці
Вижиці (пол. Wyżyce) — село в Польщі, у гміні Дрвіня Бохенського повіту Малопольського воєводства.
Населення — 321 особа (2011).
У 1975-1998 роках село належало до Краківського воєводства.

## Демографія
Демографічна структура станом на 31 березня 2011 року:
|          | Загалом | Допрацездатний вік | Працездатний вік | Постпрацездатний вік |
| -------- | ------- | ------------------ | ---------------- | -------------------- |
| Чоловіки | 161     | 36                 | 103              | 22                   |
| Жінки    | 160     | 28                 | 93               | 39                   |
| Разом    | 321     | 64                 | 196              | 61                   |